# Turdétans
Les Turdétans ou Turdules (appelé aussi Turdetani) étaient un peuple proche des Ibères qui vivait dans le sud de la péninsule Ibérique, dans une région qui comprenait la basse vallée du Guadalquivir, depuis l'actuel Algarve portugais jusqu'à la sierra Morena, coïncidant avec le territoire de l'antique civilisation de Tartessos.
La terminaison de leur nom peut être à rapprocher de celle des Bastules, autre peuple (ibère) du sud de la péninsule espagnole.

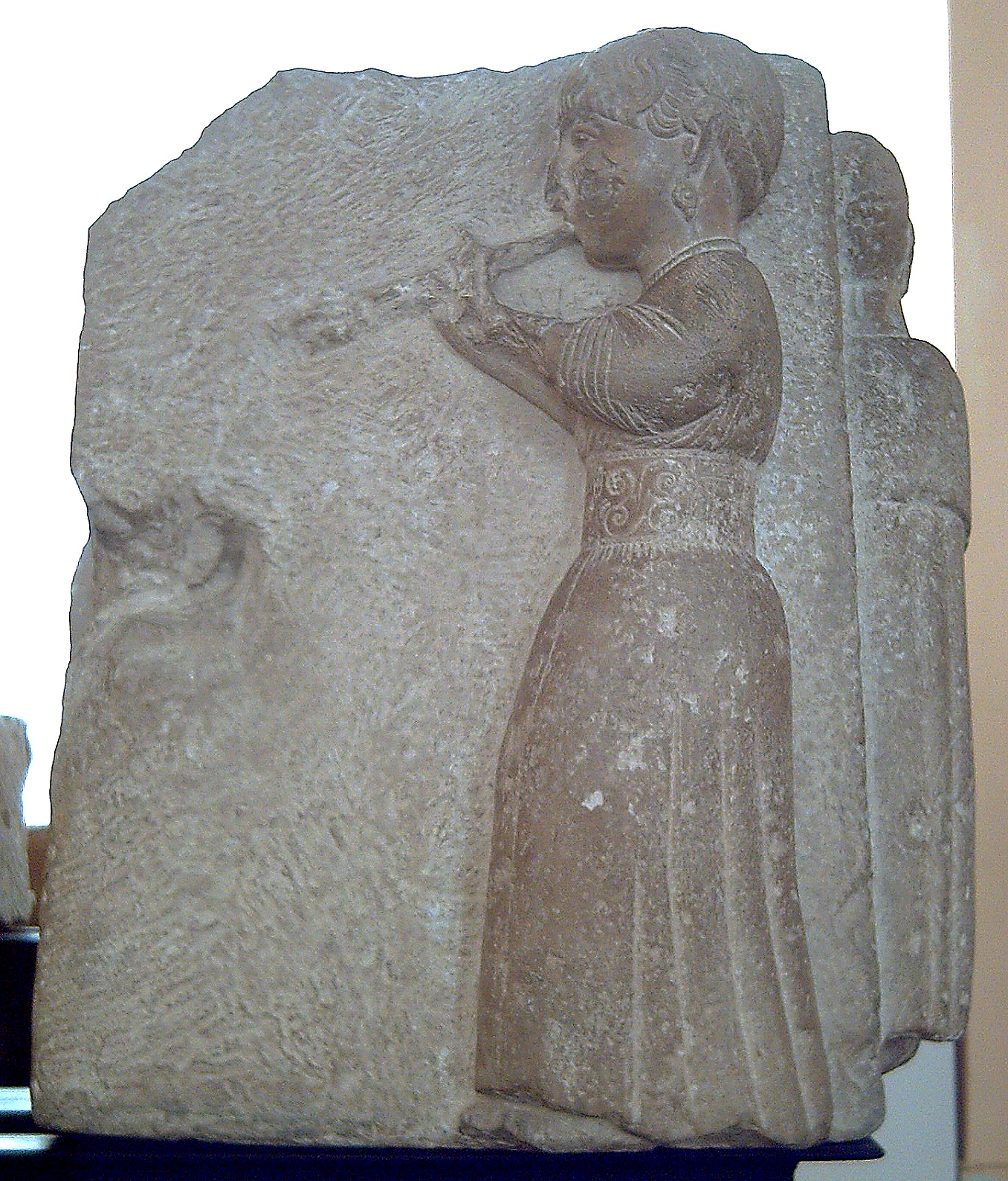
Joueuse d'aulos, Osuna.

.

## Histoire
Tartessos, bien que plus proche géographiquementquoi'référence nécessaire de la civilisation punique, a reçu une importante influence grecque/héllenique, ce qui a probablement été un facteur de la disparition de sa monarchie en représailles à son appui aux phocéens d'Alalia au VIe siècle av. J.-C. De cette disparition surgit une nouvelle civilisation qui, descendante de Tartessos, s'est adaptée aux nouvelles conditions géopolitiques de son époque.
Une fois le lien commercial entre Tartessos et les Grecs brisé, la Turdétanie s'est retrouvée dans la sphère carthaginoise tout en continuant à développer une culture originale, la population se réclamant des anciens tartessiens, et qu'à l'arrivée des Romains elle maintenait encore ces signes d'une identité originale. C'est ainsi que Strabon signale dans ses chroniques que :
« ils sont considérés comme les plus cultivés des Ibères car ils connaissent l'écriture et, d'après leurs traditions ancestrales, ils ont aussi des chroniques historiques, des poèmes et des lois en vers qu'ils disent dater de 6000 ans »
(Strabon, III, 1,6).
Quant à la distinction entre Turdétans et Turdules, il précise juste avant :
« Du nom du fleuve qui l'arrose, ladite contrée a été appelée Baetique ; elle s'appelle aussi Turdétanie d'un des noms des populations qui l'habitent. Ces populations, en effet, portent deux noms : celui de Turdétans et celui de Turdules; suivant les uns, ces deux noms auraient toujours désigné un seul et même peuple, mais suivant les autres (et Polybe est du nombre de ces derniers, puisque, à l'entendre, les Turdétans avaient pour voisins au nord les Turdules), ils désignaient d'abord des peuples différents. En tout cas, aujourd'hui, toute distinction entre ces peuples a disparu. »
Leur révolte contre la présence romaine, et plus précisément contre le gouverneur romain, est matée par Caton l'Ancien en -195.